# Cornus bretschneideri
Cornus bretschneideri — вид квіткових рослин із родини деренових (Cornaceae). Поширений у Китаї. Це дерево чи кущ 1–6 метрів заввишки; листки майже волосаті; пелюстки білі; кістянки синювато-чорні чи чорні.

## Морфологічна характеристика
Це невелике дерево чи кущ 1–6 метрів заввишки. Кора багряно-червона. Молоді гілочки червонуваті, рідко запушені сірувато-білими трихомами; старі гілки світло-жовті, голі, з білуватими еліптичними сочевичками чи без них. Листки супротивні; листкова пластинка яйцювата, еліптично-яйцювата чи довгаста, 5–8.5 × 2.5–6 см, абаксіально (низ) сірувато-біла або сірувата, волосата, верхівка від гоструватої до загостреної. Суцвіття 4.5–6 см завширшки, запушені. Квітки білі, 5.5–7 мм у діаметрі; зубці чашечки гостро-трикутні, 0.2–0.3 мм; пелюстки від язичкових до яйцеподібних, 3–4 × 1.4–1.8 мм; тичинки довші за пелюстки; пиляки жовтувато-білі. Кістянки синювато-чорні чи чорні, майже кулясті, 4–5 мм у діаметрі; кісточки яйцювато-кулясті, ≈ 3.5 мм у діаметрі.

## Середовище проживання
Китай (Ганьсу, Хебей, Хейлунцзян, Хенань, Хубей, Цзілінь, Ляонін, Ней Монгол, Нінся, Цінхай, Шеньсі, Шаньсі, Сичуань). Населяє ліси, хащі, схили; на висотах 600–2300 метрів.

## Галерея

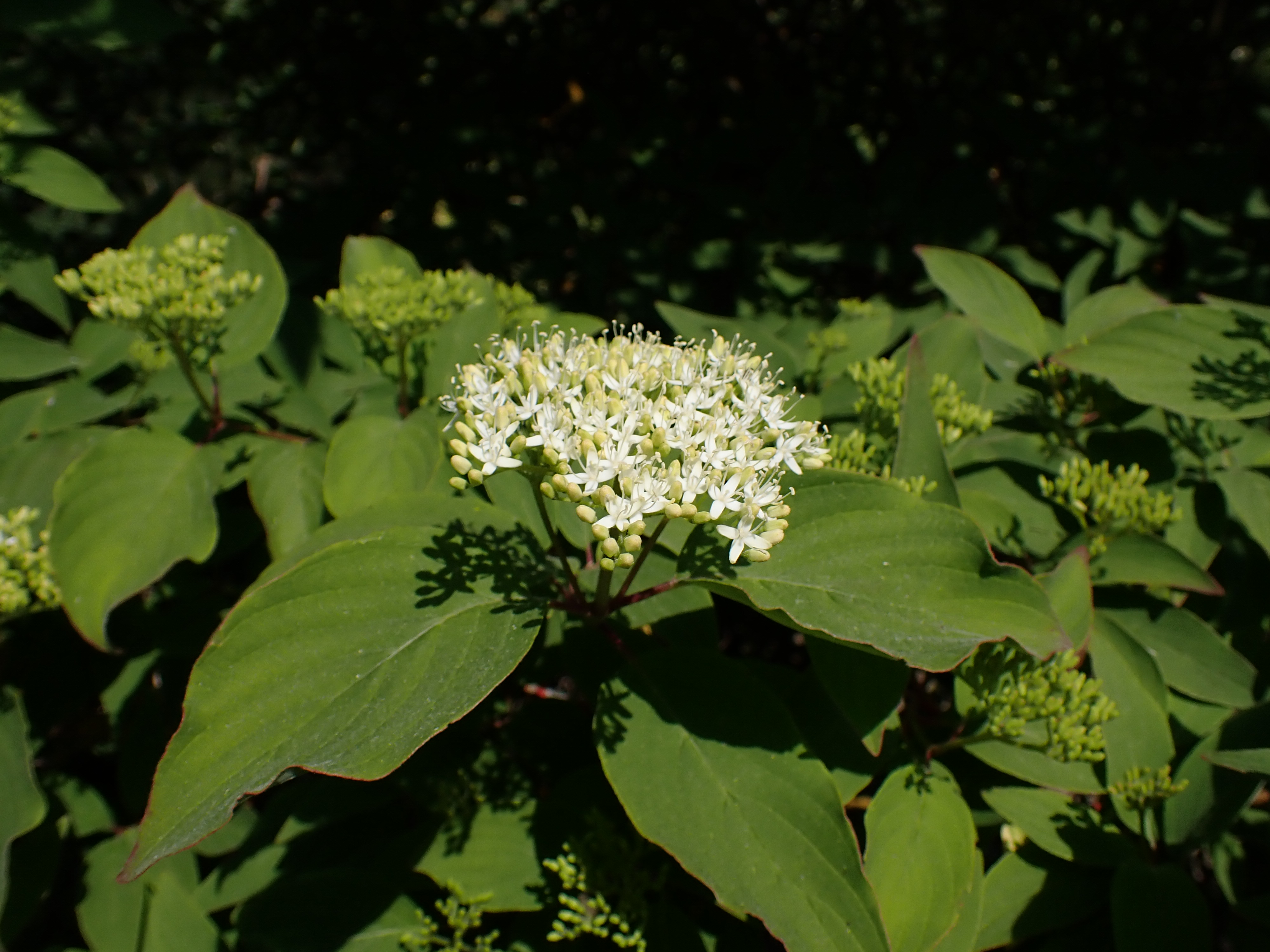
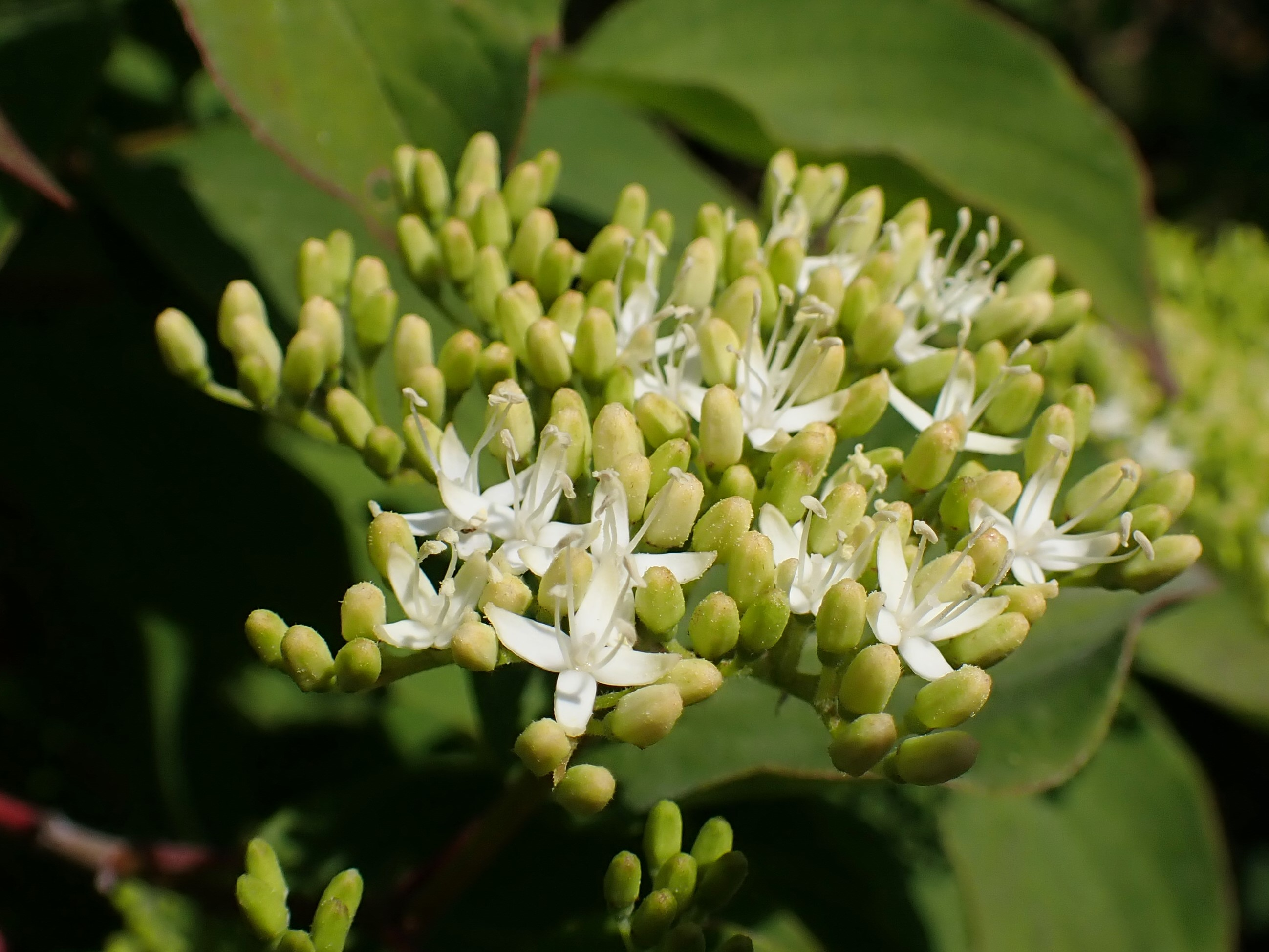
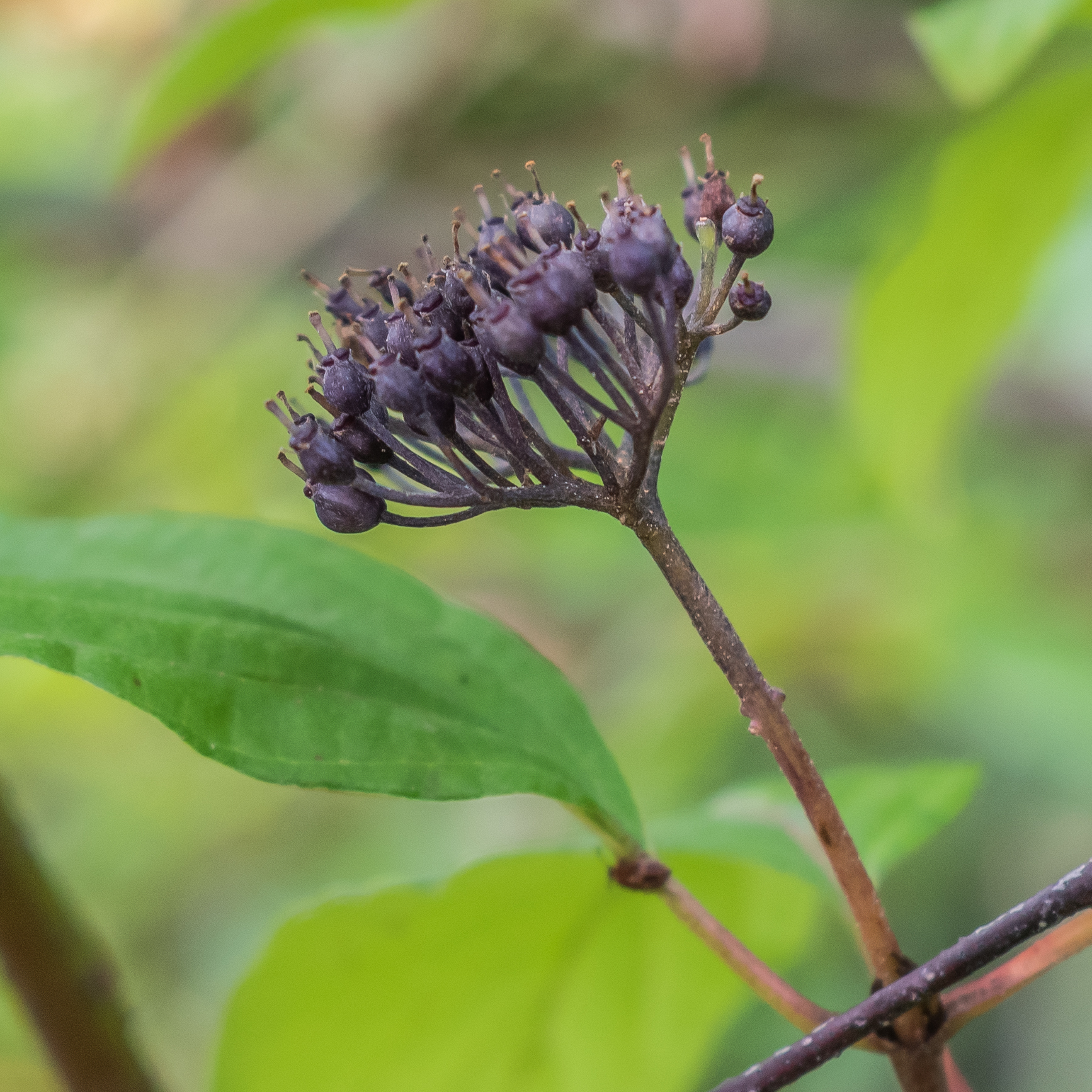